# Phan Hồng Giang
Phan Hồng Giang (1941 – 2022) là nhà nghiên cứu, dịch giả Việt Nam, được tặng Giải thưởng Nhà nước về Văn học Nghệ thuật vào năm 2012.  

## Tiểu sử
Phan Hồng Giang tên khai sinh Nguyễn Đức Hân, sinh ngày 2 tháng 3 năm 1941 ở xã Nghi Trung, huyện Nghi Lộc, tỉnh Nghệ An.
Từ năm 1959 đến 1960, ông theo học tiếng Nga tại Đại học Ngoại ngữ Hà Nội. Từ năm 1960 đến 1964, ông là sinh viên Khoa Ngữ văn, Đại học Tổng hợp Moskva. Từ năm 1964 đến 1974, ông là biên tập viên Tạp chí Văn học, Tạp chí Tác phẩm mới. Từ năm 1974 đến 1986, ông là cán bộ Trường Viết văn Nguyễn Du (có 6 năm đi tu nghiệp tại Liên Xô cũ). Từ năm 1986 đến 1996, ông làm Trưởng phòng Biên tập Nhà xuất bản Văn học, Nhà xuất bản Thế giới (Ngoại văn cũ) rồi là Phó Giám đốc Nhà xuất bản Thế giới kiêm Tổng biên tập Tạp chí đối ngoại New Vietnam. Từ năm 1997 đến 2002, ông làm Viện trưởng Viện Văn hóa Nghệ thuật, Ủy viên Hội đồng chính sách khoa học, công nghệ quốc gia. Từ năm 2002 đến 2006, ông là Ủy viên Hội đồng Lý luận Trung ương. Ngoài ra, ông còn làm Giám đốc Trung tâm bồi dưỡng viết văn Nguyễn Du (2005 – 2007); Ủy viên Hội đồng Lý luận phê bình (1989 – 1995); Phó chủ tịch Hội đồng Văn học dịch (1995 – 2010) thuộc Hội Nhà văn Việt Nam. Ông là Tiến sĩ khoa học Ngữ văn.
Ông là đảng viên Đảng Cộng sản Việt Nam; hội viên Hội Nhà văn Việt Nam từ năm 1981.
Ngày 10 tháng 9 năm 2022, ông qua đời tại nhà riêng, hưởng thọ 81 tuổi.

## Sự nghiệp
Phan Hồng Giang được xem là một chuyên gia hàng đầu về văn học Nga. Ông là người đã có công dịch nhiều tác phẩm văn học kinh điển của Nga sang tiếng Việt như Truyện ngắn Chekhov, Đaghextan của tôi (Rasul Gamzatov), Cánh buồm đỏ thắm (Aleksandr Grin), Nàng Lika (Ivan Alekseyevich Bunin).
Năm 2012, ông được tặng Giải thưởng Nhà nước về Văn học Nghệ thuật với cụm tác phẩm: Ghi chép về tác giả và tác phẩm (phê bình, tiểu luận); Chung quanh một số vấn đề văn hóa nghệ thuật (phê bình, tiểu luận).

## Tác phẩm chính
- Sêkhov (1979)
- Ghi chép về tác giả và tác phẩm (1996)
- Xây dựng nền văn hóa Việt Nam tiên tiến, đậm đà bản sắc dân tộc (viết chung)
- Chung quanh một số vấn đề văn hóa nghệ thuật (Phần I:2007, Phần II: 2018)
- Văn hóa phi vật thể thành phố Hà Nội (Chủ biên,1999)
- Đời sống văn hóa ở nông thôn đồng bằng sông Hồng và sông Cửu Long (Chủ biên, 2005)
- Quản lý văn hóa Việt Nam trong tiến trình đổi mới và hội nhập quốc tế (Đồng chủ biên, 2013).

### Dịch
- Truyện ngắn Sê khov, 2 tập (1978 – 1979)
- Ngày phán xử cuối cùng (1973)
- Đaghestan của tôi, 2 tập (Bằng Việt dịch phần thơ,1979 – 1983)
- Cánh buồm đỏ thắm (1983)
- Một mình với mùa thu (1983)
- Nàng Lika (1988)

## Vinh danh
- Giải thưởng Nhà nước về Văn học Nghệ thuật năm 2012.

### Giải thưởng văn học[1]
- Bằng khen của Hội Nhà văn Liên Xô cho dịch giả có nhiều đóng góp giới thiệu văn học Xô Viết (1983).
- Giải thưởng văn học dịch của Hội Nhà văn Việt Nam cho cuốn Đaghestan của tôi (1987).
- Tặng thưởng cho dịch phẩm hay nhất của Nhà xuất bản Tác phẩm mới năm 1988 cho cuốn Nàng Lika.

## Đời tư
Ông là con trai thứ của nhà phê bình văn học Hoài Thanh. Năm 1990, ông kết hôn với nhà biên kịch Hồng Ngát.